# 地デジひろがる北海道特集
『地デジひろがる北海道特集』（ちでじひろがるほっかいどうとくしゅう）は、2007年10月1日にNHK北海道ネットワークが北海道ローカルで制作・放送した地上デジタルテレビジョン放送関連の特別番組である。進行はアナウンサーの村上里和が務めた。放送時間は11:05～11:54（途中、道内のニュース、交通情報をはさむ）。

## 概要
既にアナログで開始している日本のテレビ放送局では事実上最後の開始とされる北海道の函館（函館、渡島）・旭川（旭川、和寒）・帯広（帯広）・釧路（釧路）・北見（網走、北見）・室蘭（室蘭、苫小牧）の各地区で、この日地上デジタルテレビ放送が開始されたことを記念して制作された（カッコ内はこの日開局した送信所・中継局）。
番組では、以下の各地域からの生中継があった。
- 札幌:大通公園。一般人にワンセグ視聴を体験。
- 函館:局内副調整室の設備紹介。当時置かれた設備は本格的な施設が2008年春に稼動するまでの仮の施設であった。
- 旭川:JR旭川駅前。この日、北海道内の各テレビ放送局のアナウンサーで結成された『デジタル宣隊★アナレンジャー』（地上デジタル放送推進大使）のメンバーが姿を見せた。
- 釧路:釧路市春採の地上デジタル送信所。2階の放送機室からその内部が紹介された。
- 室蘭:NHK室蘭放送局前。測量山送信所とその内部が紹介され、併設される函館放送局の渡島中継局の概要も紹介。また、苫小牧中継局の設備工事の様子も紹介。
- 帯広と北見は放送局スタジオからの中継であった。

番組開始冒頭では、前年6月1日の札幌地区で先行して放送が開始された当時の映像が流れ、6局のトップがスイッチを押し、札幌地区での地上デジタルの本放送が開始された様子が再び流れた。